# Heinrich Christoph von Griesheim
Heinrich Christoph von Griesheim (* 4. Januar 1598 in Griesheim an der Ilm; † nach 1649) war ein deutscher Publizist und Staatsmann.

## Leben
Heinrich Christoph von Griesheim entstammte dem thüringischen Uradelsgeschlecht Griesheim. Er war der vierte von fünf Söhnen Kurt Apels von Griesheim. Sein Großvater Hans Georg von Griesheim war mit Katharina von Wangenheim vermählt und um 1560 Amtmann in Ilm und Paulinzelle.
Frühzeitig für die Wissenschaften interessiert bezog Griesheim noch als Jüngling die Universität Jena, wo er unter der Leitung des berühmten Juristen Dominicus Arumaeus stand und das deutsche Staatsrecht zum bevorzugten Studienfach erwählte. Bereits 1615 konnte er, erst 17-jährig, als Respondent öffentlich auftreten und eine Disputation  verteidigen, worin von Johann Müter aus Lübeck 14 Quaestiones iuridico-politicae de pacificatione religionis, consensu procerum sub regimine Caroli V. anno 1555 in comitiis augustanis solemniter promulgata aufgestellt worden waren.
Von Jena wandte sich Griesheim auf die Universität Helmstedt und 1619 nach Rostock. Hier wie dort war er in seinen Studien sehr eifrig, besonders im Disputieren als Präsent, Respondent und Opponent. Die Anerkennung, die namentlich seine über das Staatsrecht handelnde Arbeit Jurisprudentiae publicae Romano-Germanicae brevis delineatio, sex dissertationibus comprehensa fand, steigerte seinen Ehrgeiz. Dieses Werk zeigt, dass Griesheim in der juristischen Literatur bereits sehr belesen war. Der Inhalt dieser sechs Dissertationen, die alle zusammen 1620 in Rostock gedruckt wurden, ist folgender:
- De veteris romano-teutonici imperii augustissima dignitate et augustissimis praesentis rei publicae reliquiis atque gloriosissima electorum institutione
  - Wenn der Verfasser diese Institution in das Jahr 1209 setzt, so beruft er sich auf ein Dekret des Kaisers Otto IV. vom Jahr 1209.
- De iuramentu electorum, in quo praecipue tractatur de personis, imperatoria maiestate dignis, et de loco electionis
- De tempore electionis, officio electoris Moguntini, votorum ordine et effectu electionis
- De coronatione imperatoris germanica, et electorum officiis
- Compendiosa augustissimorum imperialium comitiorum explicatio
- De nobilitate germaniae

Durch dieses Werk erwarb sich Griesheim einen bedeutenden Ruf, sodass Graf Ernst zu Holstein-Schaumburg, der Stifter der Universität Rinteln, auf ihn aufmerksam wurde und ihn geeignet hielt, der neuen Universität Ruhm zu verschaffen. Griesheim wurde daher 1621 als erster Professor der Rechtswissenschaft nach Rinteln berufen mit der Bestimmung, dass er deutsches Staatsrecht vortragen solle. Diese Berufung und die gleichzeitige Erhebung zum fürstlichen Rat befriedigten ihn aber auf die Dauer nicht. Sein unbeständiger Sinn, sein großer Ehrgeiz, wohl auch Gegner,  die seine spitze Zunge kaum schonen mochte, verleideten ihm bald seine Stelle in Rinteln. Auch starb sein fürstlicher Gönner bereits am 17. Januar 1622.
1625 ging Griesheim nach Marburg. Hier reifte der Entschluss in ihm, zum Katholizismus überzutreten. Vergeblich versuchte die theologische Fakultät von Marburg ihn auf alle mögliche Weise von diesem Vorhaben abzuhalten. So wurde er Katholik. Der Reichsfürst Wolfgang Wilhelm von Pfalz-Neuburg berief ihn als geheimen Rat nach Düsseldorf, wo er aber nur kurze Zeit verweilte. Der Mainzer Kurfürst Anselm Casimir ernannte ihn gleichfalls zum geheimen Rat und Oberamtmann der Ämter Amöneburg, Fritzlar, Neustadt und Numburg. Als solcher wohnte er in Fritzlar. Als diese Stadt im Verlauf des Dreißigjährigen Kriegs am 9. September 1631 vom Landgrafen Wilhelm V. von Hessen-Kassel eingenommen wurde, geriet auch Griesheim in dessen Gefangenschaft und wurde nach Kassel geführt, von wo ihn die Schweden nach Erfurt brachten und in der dortigen Cyriaksburg gefangen hielten. Erst nach längerer Zeit erlangte er seine Freiheit wieder.
Wenn Griesheim später im Interesse des Kurfürsten von Mainz den Friedensverhandlungen zu Osnabrück 1643 und 1644 beiwohnt oder auf Empfehlung des Königs Władysław IV. von Polen gewissermaßen einen Aufsichtsrat abgibt, der sich über einige Angelegenheiten Nachricht erbitten, aber in keine Verhandlungen einlassen darf, so erscheint er in einer ziemlich zweideutigen Rolle. Überhaupt stand er beim Friedenskongress in geringer Achtung, da von ihm erzählt wird, er sei bei den vornehmsten Gesandten herumgelaufen und habe allerlei geplaudert, so Bewusstes und Unbewusstes von gewissen Anschlägen des polnischen und dänischen Königs, die Schweden aus Pommern zu verjagen, was jedoch die Gesandten dieser Krone geleugnet hätten. Auch sei er für einen Spion und Verräter gehalten worden, der alles, was er bei seinem eigenen Herrn vernahm, dem schwedischen Minister Salvius hinterbracht und Erdichtungen hinzugefügt habe.
Ungeachtet dieses Benehmens scheint Griesheim die Gunst des Kurfürsten von Mainz nicht verloren zu haben. Er wurde vielmehr nach seiner Rückkehr nach Mainz vom damaligen Kurfürsten Johann Philipp zum subdelegierten Minister bei den 1649 in Nürnberg zu führenden Exekutionsverhandlungen ernannt. Dieser Aufenthalt in Nürnberg gab Veranlassung, dass die Fruchtbringende Gesellschaft Griesheim unter dem Namen des Eingebenden zu ihrem Mitglied ernannte. Weiteres ist von ihm nicht bekannt. Später soll er als Direktor im wetzlarischen Distrikt in hessen-darmstädtischen Diensten gestanden haben. Auch sein Todesjahr ist nicht bekannt.

## Schriften
- Discursus tres, de Electorum S. R. I. augustissimo Collegio, Helmstedt 1618 und 1619
  - Septemvirorum origo, progressus, numerus, dignitas et requisita
  - De Electorum potestate in electione S. S. Romani Imperatoris
  - De Electorum Palatini et Saxonici potestate, quam ipsis concedit, praeter longam consuetudinem Aureae Bullae Cap. V. tempore interregni
- Decuria quaestionum illustrium ex iure feudali et publico desumtarum, Helmstedt 1619
- Discursus de Comitiis Imperii Rom. Germanici, Helmstedt 1619
- Dissertatio de cucurbitatione, Rostock 1619, Neudruck 1625
- Jurisprudentiae publicae romano-germanicae brevis delineatio, sex dissertationibus comprehensa, Rostock 1620
- Discursus historico-politico-iuridicus, nobilissimam Vicariatus S. R Germ. Imperii materiam exhibens, Rinteln 1621 (durch grobe Druckfehler entstellt)
- Discursus historico-politico-iuridici ad basin Aureae Bullae, eiusque titulos .., Rinteln 1621
- Beschreibung des langwierigen Gefängnisses Ludewigs, Grafen zu Gleichen, Erfurt 1642 (dieses Werk entstand während Griesheims Gefangenschaft in Kassel und Erfurt)